# Lophocampa dinora
Lophocampa dinora là một loài bướm đêm thuộc phân họ Arctiinae, họ Erebidae.